# Société des tramways du Var et du Gard
La Société des tramways du Var et du Gard (STVG), créée en 1895, exploite des réseaux de tramways à Toulon et à Nîmes.

## Histoire

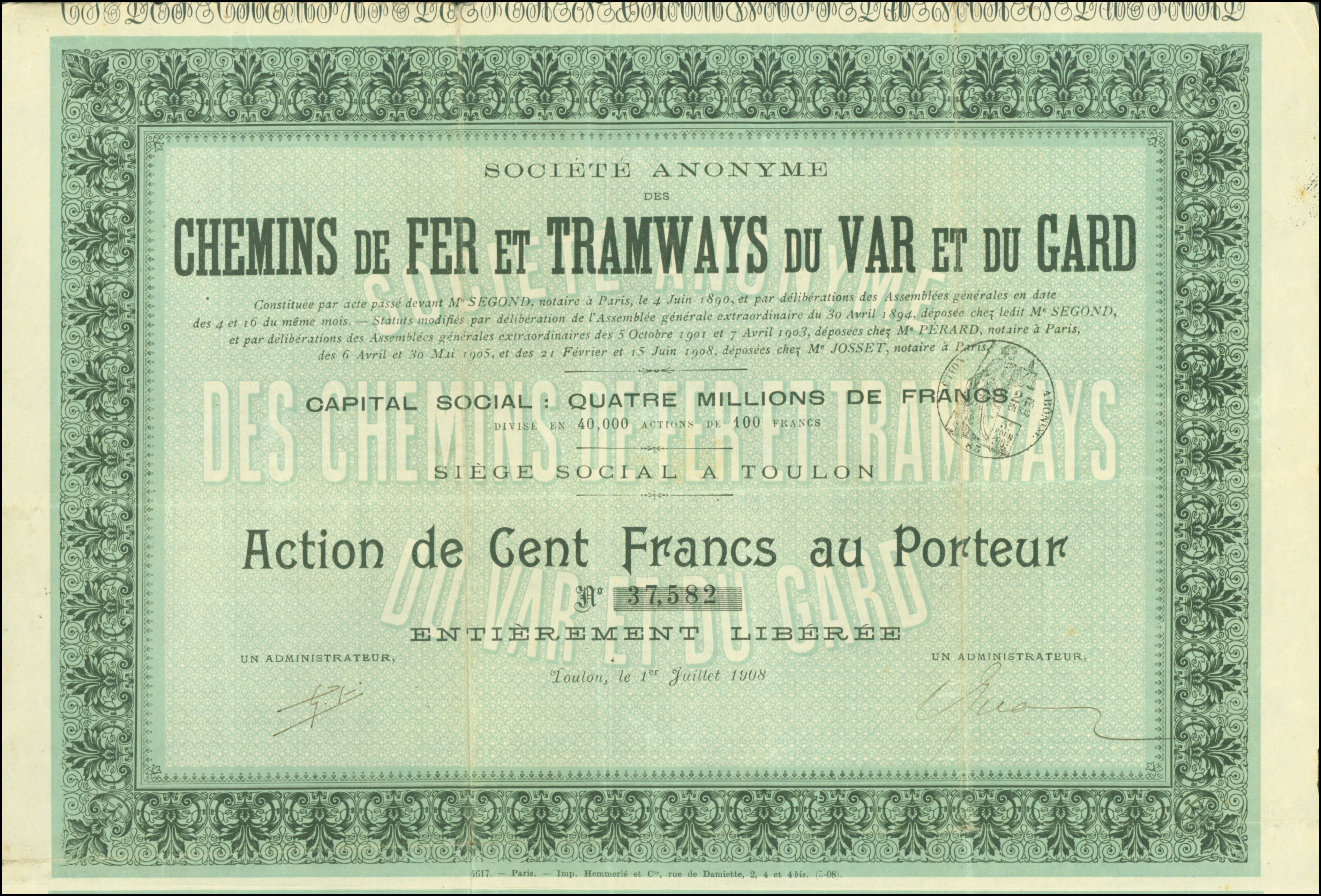
Action de la Société anonyme des chemins de fer et tramways du Var et du Gard en date du 1 juillet 1908

La Société des tramways du Var et du Gard (STVG) est créée en 1895 par monsieur Arthur Rénier, de nationalité belge. Ce dernier cède la concession d'un réseau de tramways, obtenue en 1883 à Toulon, à la nouvelle société dont il est l'un des actionnaires. En outre la compagnie acquiert la concession du réseau de Tramways de la ville de Nîmes.
En 1899, la société STVG est rachetée par la Compagnie générale française de tramways et devient Société anonyme des chemins de fer et tramways du Var et du Gard.
La STVG exploite le réseau des Tramways de Toulon jusqu'au 1er octobre 1936, date de sa mise sous séquestre.
La STVG exploite  le réseau des Tramways de Nîmes durant une courte période, entre 1895 et 1899. Ce réseau est repris par la Compagnie des tramways de Nîmes.